# یلواستون (ویسکانسین)
یلواستون (به انگلیسی: Yellowstone) یک منطقهٔ مسکونی در ایالات متحده آمریکا است که در فایت واقع شده‌است. یلواستون ۲۷۷٫۹۸ متر بالاتر از سطح دریا قرار دارد.